# Museu do Condado de Estocolmo
O Museu do Condado de Estocolmo – em sueco: Stockholms läns museum - é um museu vocacionado para ”mostrar a a herança cultural, a arte e a história do condado de Estocolmo”, situado na cidade sueca de Estocolmo.

O museu dispõe de uma exposição permante, e proporciona igualmente exposições temporárias em variados locais do condado, com exceção da propria cidade de Estocolmo.

Um reorganização total em curso vai implicar uma saída do atual local e uma concentração em exposições itinerantes e atividades digitais.

## Galeria

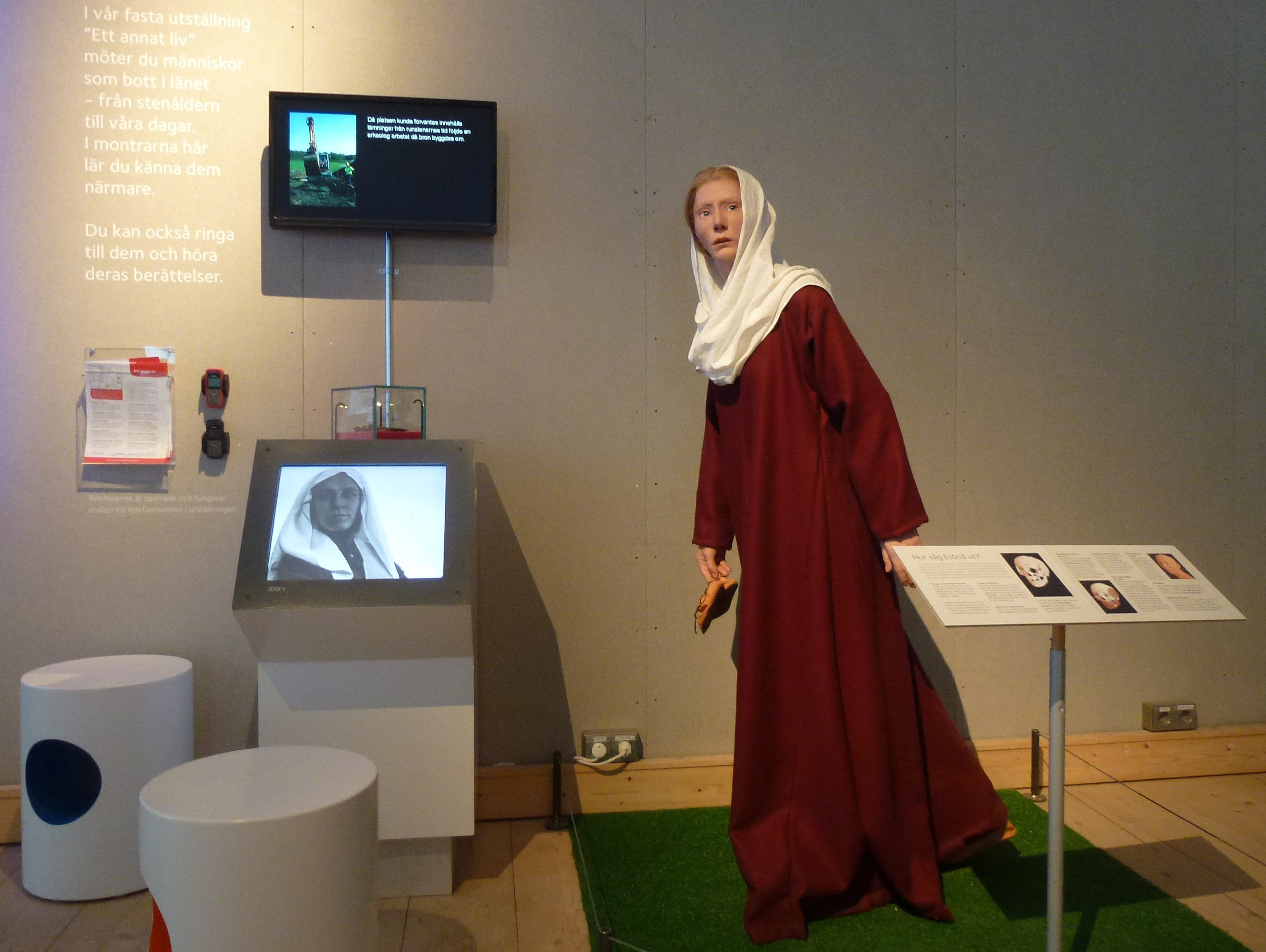
Reconstituição de Estrid
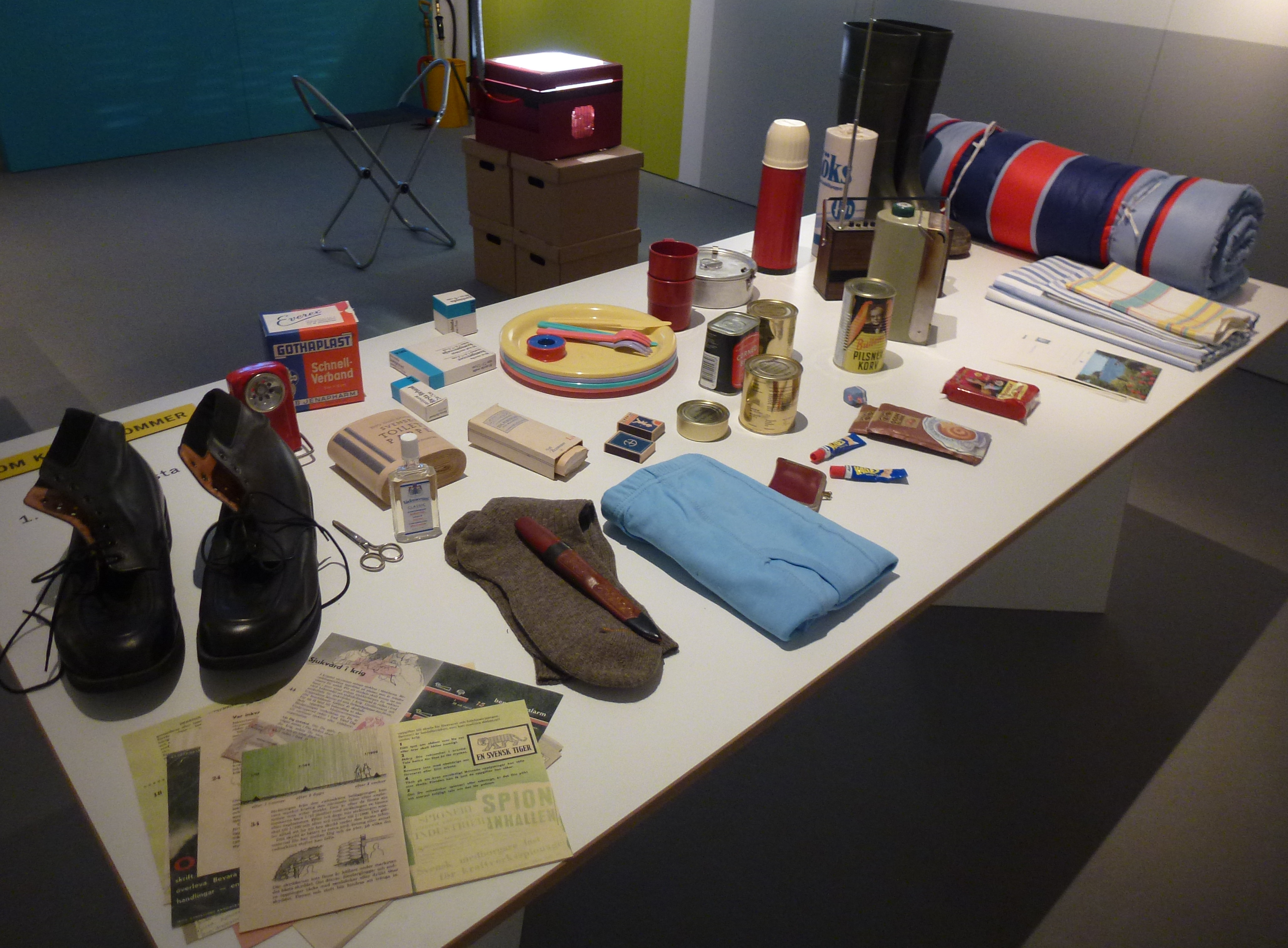
Bomba atómica sobre Estocolmo
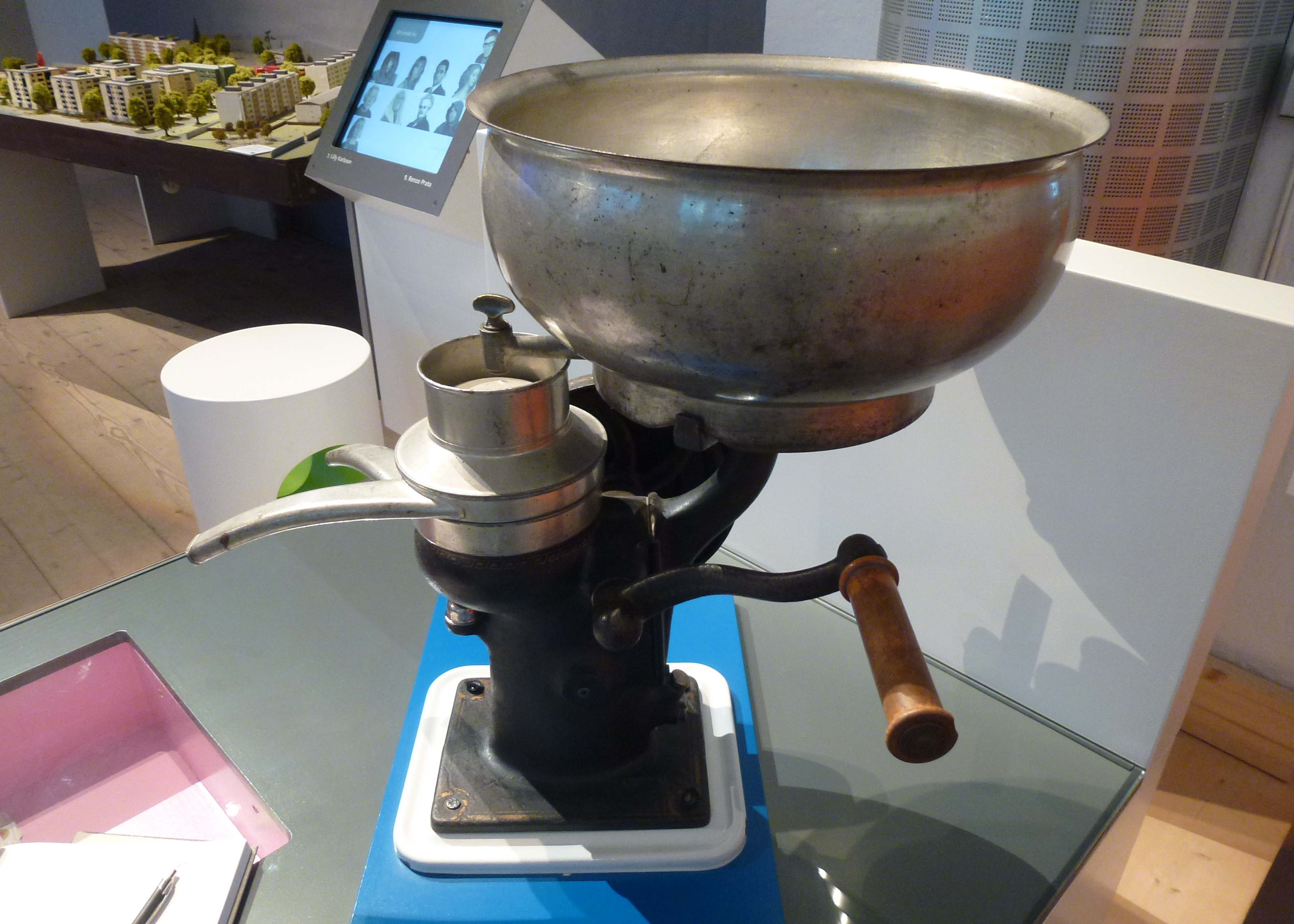
A desnatadora de Gustaf de Laval
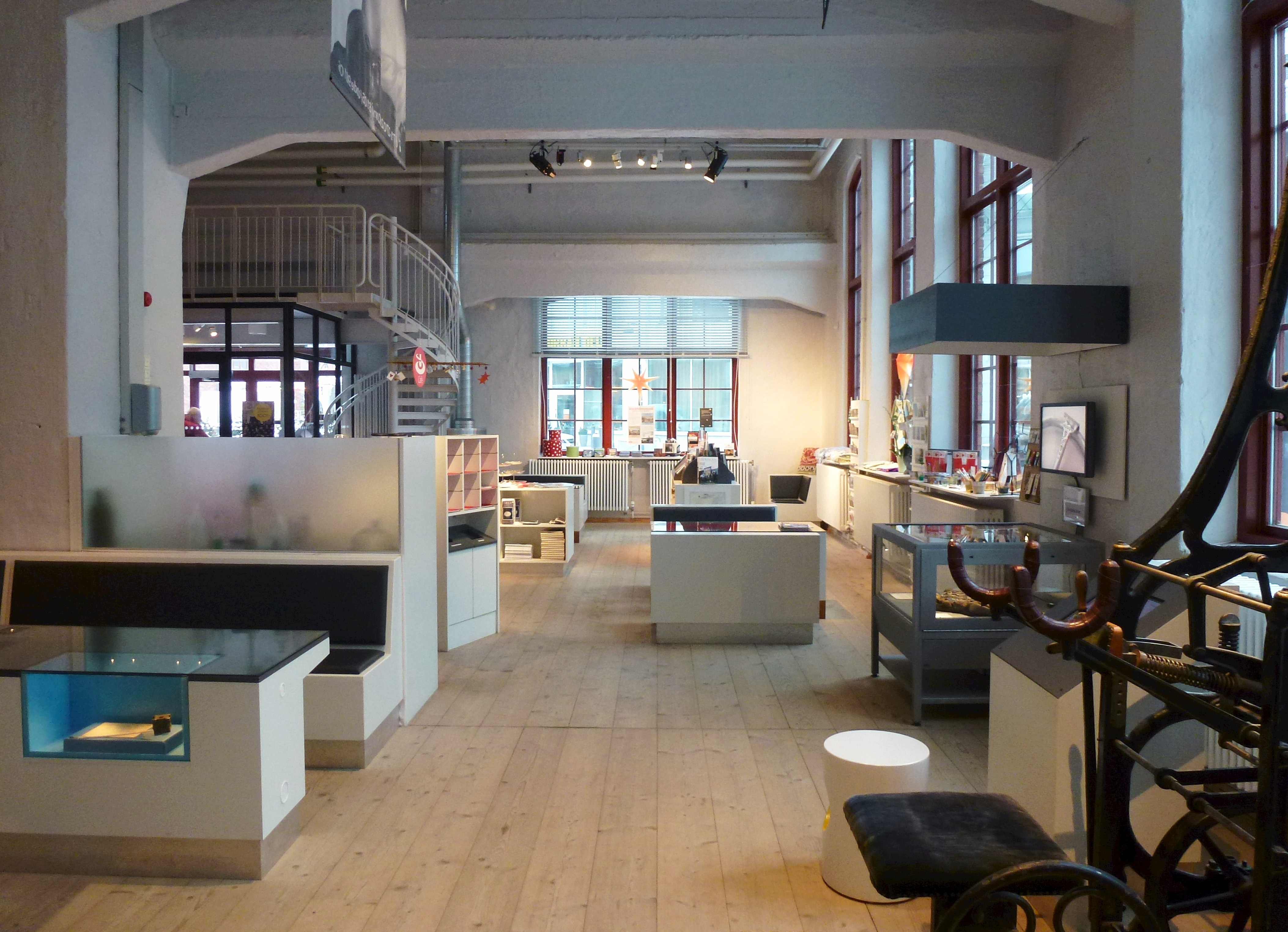
A oficina de diesel